# フジクラハイオプト
株式会社フジクラハイオプトは、フジクラ（旧：藤倉電線）系の光コネクタの製造・販売を主とする東京都江東区木場に本社を置く日本の企業である。

## 事業内容
- 光コネクタの製造・販売
- メタルコネクタの製造・販売
- コサインカープハンガ巻付グリップの製造・販売
- 光配線盤の製造・販売

## 沿革
- 1974年（昭和49年） - 日本電信電話公社（現 NTT）向け巻付グリップ専業メーカーとして協栄線材株式会社が発足。
- 1998年（平成10年） - NQAS認証取得。
- 1998年（平成10年） - ISO9001認証取得。
- 2001年（平成13年） - ISO14001認証取得。
- 2006年（平成18年） - CCH製造タンデム機を開発。
- 2007年（平成19年） - CCHでNTT東日本・NTT西日本より感謝状を受賞。
- 2009年（平成21年） - CCHで発明協会、地方発明表彰「東京都知事賞」を受賞。
- 2019年（平成31年） - 株式会社フジクラハイオプトへ社名変更。
- 2021年（令和3年）　- 工場を石岡市から小美玉市へ移転。

## 生産拠点
- 石岡工場（茨城県小美玉市栗又四ケ2316-2）